# Furious Pete
Piotr Czerwinski (* 30. November 1985 in Toronto, Kanada), besser bekannt unter seinem Kampfnamen Furious Pete, ist ein kanadischer Wettkampfesser, Webvideoproduzent und Bodybuilder polnischer Abstammung. Er hält mehrere Weltrekorde im Schnellessen. Er betreibt einen populären YouTube-Kanal und ist seit 2011 mit unregelmäßigen Auftritten im deutschen Fernsehen zu sehen.

## Leben

### Persönliches
Czerwinski kam 1985 als Sohn polnischer Einwanderer in Toronto zur Welt. Als Teenager wurde bei ihm Anorexia nervosa diagnostiziert, woraufhin er 2002 sechs Wochen in einer Klinik verbringen musste. Bei einer Körpergröße von 188 Zentimeter wog er lediglich 54 Kilogramm. Im Zuge seiner Rehabilitation entwickelte er ein Interesse für Bodybuilding und schloss ein Studium mit dem Grad eines M.Eng ab.

### Wettkampfessen
Auf die Idee des Schnellessens kam Pete eher zufällig, als ihn einer seiner Freunde 2007 dazu herausforderte, einen Lokalrekord zu knacken. Pete konnte die Bestmarke sogar verdoppeln und versuchte sich in der Folge an weiteren Restaurant-Challenges. Als Reaktion auf das neu entdeckte Talent gründete er einen YouTube-Kanal, der mittlerweile rund 5,2 Millionen Abonnenten zählt.
Bei seinem ersten Weltrekord verspeiste er 2008 ein Zwei-Kilo-Steak in weniger als sieben Minuten. So wurde eine Organisation auf ihn aufmerksam, die ihn zu einem amerikaweiten Collegewettbewerb nach San Diego einlud, wo ihm mit starken Leistungen der Durchbruch als Wettkampfesser gelang.
Im März 2012 machte Furious Pete auf sich aufmerksam, als er sich der Jury von Canada’s Got Talent stellte. Innerhalb von 51 Sekunden verschlang er fünf hartgekochte Eier, drei Scheiben kanadischen Schinken, zwei Bananen und eine Packung Milch und beendete die Show mit einem Rülpsen. Für diese Performance erhielt er drei Nein.
In den Folgejahren sammelte er einige kurios anmutende Weltrekorde, darunter der Minutenrekord im Hamburgeressen (vier Stück) sowie der schnellste Verzehr einer rohen Zwiebel (43,53 Sekunden). Seine größte Tageskalorienmenge betrug 25.000 und kam im Rahmen eines Fleischbällchenwettessens zustande. Ein Barium-Test ergab, dass sich sein Magen weiter ausdehnen kann als üblich und zudem langsamer verdaut. Außerdem verfügt er über keinen Würgereflex, was das Schlucken großer Mengen enorm erleichtert. Pete führt die meisten seiner Rekordversuche durch, ohne dabei zu trinken, was die Zersetzung und das Schlucken der Nahrungsmittel beträchtlich erschwert, da die Mundhöhle mit der Zeit trockener wird.
Auf insgesamt drei YouTube-Kanälen beschäftigt sich Pete über das Essen hinaus mit Fitness und Bodybuilding sowie Gaming und gibt Polnisch-Lektionen. Daneben war er ab 2011 mehrmals auf dem deutschen Privatsender Kabel eins zu sehen, wo er in einer Rubrik des Magazins Abenteuer Leben verschiedene Länder besuchte und sich auf seine typische Art – inklusive Schnellessen – der örtlichen Esskultur annahm.

### Krebserkrankung
Im Oktober 2014 gab Pete via YouTube-Video bekannt, an Hodenkrebs erkrankt zu sein. Er unterzog sich einer operativen Behandlung und besiegte den Krebs. Mitte 2015 erkrankte er wieder und begann eine Strahlentherapie, von der er regelmäßig Fotos postete. Am 25. November 2015 verkündete er, erneut krebsfrei zu sein.
Anfang Februar 2017 fand man erneut Krebszellen in seinem Körper. Im Januar 2019 gab Czerwinski über seinen Youtube-Channel bekannt, dass der Hodenkrebs erneut ausgebrochen sei und man ihm auch seinen zweiten Hoden chirurgisch entfernen musste. Er muss sich nun für den Rest seines Lebens einer Hormonersatztherapie unterziehen.

## Kontroverse
Czerwinskis Krebsdiagnose ließ 2014 Kritik an seiner Ernährungsweise laut werden. Vor allem sein hoher Fleischkonsum sorgte für heftigen Gegenwind in den sozialen Medien. Er erhielt zahlreiche Briefe und E-Mails von Veganern, die ihm einen Zusammenhang zwischen seiner Krankheit und seinen Essgewohnheiten attestierten. Am 5. April 2015 goss Bodybuilder und Vlogger Richard Burgess (Vegan Gains) zusätzlich Öl ins Feuer, indem er Pete in einem Video (Furious Pete: Worst of the Fitness Industry) persönlich attackierte und seinen nicht-veganen Lebensstil kritisierte. Pete reagierte zunächst nicht, meinte aber, nachdem seine Fans auf den Kanal aufmerksam geworden waren, man benutze seine Erkrankung als Mittel zum Zweck für die vegane Agenda. Ein von Followern erhoffter Real-Life-Showdown der beiden bei einer Fitness-Expo in Toronto blieb aus. In einem weiteren Video beleidigte Burgess Pete aufs Neue, nachdem sich sein Krebs zurückgemeldet hatte. Der Kanadier ignorierte seinen Angreifer weiter, machte nach seiner erneuten Genesung mit einem Statement im Januar 2016 seinem Unmut aber Luft. Darin äußerte er sich verärgert über die vegane Szene und ließ sich zu einem kontroversen Vergleich hinreißen.

“Vegans are so damn aggressive in trying to influence others that are not vegans to become vegans […] And if you say no to them, they wish death upon you […] I hate to make this comparison, but it’s in the news all the time, and veganism is almost like ISIS lately.”

„Veganer sind so verdammt aggressiv, andere, die keine Veganer sind, dazu zu bringen, Veganer zu werden […] Und wenn du ihnen abwinkst, wünschen sie dir den Tod […] Ich hasse es, diesen Vergleich zu ziehen, aber es ist die ganze Zeit in den Nachrichten, und Veganismus ist in letzter Zeit beinahe wie der ISIS.“

Pete ruderte zurück, nachdem ihm vorgeworfen worden war, sich auf das Niveau seines Kontrahenten begeben zu haben. In der Folge meldete er sich in der Fehde nicht mehr zu Wort. Bereits bei der Bekanntgabe seiner Krankheit hatte er bekräftigt, sein Leben wie gehabt fortführen zu wollen („I’m going to continue living my life the way I’ve been living it“).

## Weltrekorde
Die Liste enthält eine Auswahl der Weltrekorde von Furious Pete.

### Aktuell
- 2012: Verzehr der meisten Ferrero Rocher innerhalb einer Minute (9 Stück*)[10]
- 2013: Verzehr der meisten Jaffa Cakes innerhalb einer Minute (17 Stück)[11]
- 2013: Schnellster Verzehr von drei Eclairs (18,02 Sekunden)[12]
- 2013: Schnellster Verzehr einer Schüssel Pasta (41 Sekunden)[13]
- 2014: Schnellster Verzehr von 15 Ferrero Rocher (2 Minuten, 22 Sekunden)[14]
- 2016: Schnellster freihändiger Verzehr eines Hotdogs (23,12 Sekunden)[15]

* Pete teilt sich diesen Rekord mit Patrick Bertoletti (USA).

### Mittlerweile eingestellt
- 2008: Schnellster Verzehr eines 72-oz-Steaks (2,041 kg) (6 Minuten, 48 Sekunden)[4]
- 2013: Schnellster Verzehr einer Pizza mit einem Durchmesser von 12 Zoll (41,31 Sekunden)[16]
- 2013: Schnellster Verzehr einer rohen Zwiebel (43,53 Sekunden)[17]
- 2013: Verzehr der meisten Hamburger innerhalb einer Minute (4 Stück)[18]